# مقاطعة إيسكس (فيرجينيا)
 مقاطعة إيسكس  (بالإنجليزية:  Essex County)‏ هي إحدى المقاطعات في ولاية فيرجينيا في الولايات المتحدة الأمريكية.

## أعلام
- جون جيه رون
- روبرت إس. غارنت
- ريتشارد بي. غارنت
- ويليام لويس مودي سينيور
- جورج ويليام سميث